# Selago stenostachya
Selago stenostachya är en flenörtsväxtart som beskrevs av O.M. Hilliard. Selago stenostachya ingår i släktet Selago och familjen flenörtsväxter. Inga underarter finns listade i Catalogue of Life.